# Yarhuaca
Yarhuaca es una localidad peruana ubicada en el distrito de Manás, perteneciente a la provincia de Cajatambo del departamento de Lima, al centro oeste del Perú. 

## Ubicación
Yarhuaca se ubica al sur de la provincia de Cajatambo, en el distrito de Manás, en el departamento de Lima.

## Demografía
En 2017 Yarhuaca tenía una población de 1 habitante y 2 viviendas.
| Gráfica de evolución demográfica de Yarhuaca entre 1993 y 2017 |
|                                                                |
| Fuentes: Población 1993 y 2017                                 |